# Claypool (Logan County, West Virginia)
Claypool ist eine Unincorporated Community im Logan County des Bundesstaats West Virginia der Vereinigten Staaten.
Einen gleichnamigen Ort gibt es in West Virginia noch im Summers County. 

## Geographie
Claypool liegt etwa fünfeinhalb Kilometer ostsüdöstlich von Man zwischen Mineral City und Gillman Bottom an der West Virginia Route 10 und dem Huff Creek.